# Enyimba FC
Enyimba FC is een Nigeriaanse voetbalclub uit Aba. De club werd opgericht in 1976.
Onder het voorzitterschap van Felix Anyansi Agwu kende de club een opmerkelijke groei en werd in het begin van de 21ste eeuw een van de toonaangevende clubs in het land. De landstitel werd acht keer binnengehaald en twee keer won de club de CAF Champions League en de CAF Super Cup.

## Erelijst
- Nigerian Premiership / Premier League

2001, 2002, 2003, 2005, 2007, 2010, 2015, 2019
- FA Cup

2005, 2009, 2013, 2014
- Nigeria National League

1993
- Nigeria Super Cup

2001, 2003, 2010, 2013
- CAF Champions League

2003, 2004
- CAF Super Cup

2003, 2004

## Bekende (ex-)spelers
- Uche Henry Agbo
- Chidi Nwanu
- James Obiorah
- Kalu Uche